# Ли Сан Хо
Ли Сан Хо (кор. 이상호; род. 12 сентября 1995 года, Чонсон, Южная Корея) — южнокорейский сноубордист, выступающий в параллельных дисциплинах. Серебряный призёр Олимпийских игр 2018 года, бронзовый призёр чемпионата мира 2025 года. 

## Спортивная карьера
Ли Сан Хо начал заниматься сноубордом в начальной школе в округе Чжонсон, Республика Корея.
27 ноября 2010 года Ли Сан Хо дебютировал на международной арене на этапе Кубка Европы в Австрийском Хохфюгене, заняв 71-е место в параллельном гигантском слаломе. Удачно для Ли Сан Хо сложился сезон 2015/16. 1 победа и 3 подиума на этапах позволили ему одержать итоговую победу в кубке Европы.
На этапах Кубка мира Ли Сан Хо дебютировал 13 декабря 2013 года в Карецца, Италия, заняв 52-е место в параллельном гигантском слаломе. 5 марта 2017 на этапе Кубка мира в Кайсери, Турция Ли Сан Хо стал первым в истории корейским сноубордистом, поднявшимся на подиум. В параллельном гигантском слаломе Ли Сан Хо стал 2-м.
На чемпионате мира среди юниоров 2014 в Вальмаленко Ли Сан Хо завоевал серебро в параллельном гигантском слаломе. В следующем году на чемпионате мира среди юниоров 2015 в Ябули Ли Сан Хо завоевал бронзу в параллельном слаломе и стал чемпионом в параллельном гигантском слаломе. 
Лучшим результатом на чемпионатах мира по сноуборду стало 5-е место в параллельном гигантском слаломе в 2017 году в Сьерра-Неваде.
В 2018 году на Зимних Олимпийских играх в Пхёнчхане Ли Сан Хо завоевал серебро в параллельном гигантском слаломе. В квалификации показал 3-е время. По пути к финалу Ли Сан Хо обыграл россиянина Дмитрия Сарсембаева, двукратных призёров Олимпийских игр Бенджамина Карла из Австрии и Жана Кошира из Словении. В финале соревнований Ли Сан Хо уступил по сумме двух заездов 0,43 секунды Невину Гальмарини из Швейцарии.

## Спортивные достижения
- Серебряный призёр Зимних Олимпийских игр (2018);
- Чемпион мира среди юниоров (2015);
- Серебряный (2014) и бронзовый (2015) призёр чемпионатов мира среди юниоров;
- Призёр этапа Кубка мира;
- Многократный победитель и призёр этапов Кубка Европы;
- Обладатель Кубка Европы сезона 2015/16
- Многократный чемпион и призёр чемпионатов Южной Кореи и Японии.

## Призовые места на этапах Кубка мира

### 2-е место
- 5 марта 2017, Кайсери, Турция (параллельный гигантский слалом)